# Nattens ljus
Nattens ljus är en svensk dramafilm från 1957 i regi av Lars-Eric Kjellgren och i manussamarbete med Ingmar Bergman. I huvudrollerna ses Marianne Bengtsson och Lars Ekborg.

## Handling
Den 16-åriga Maria kommer från landsbygden till Stockholm för att träffa sin moster. Dramatiska händelser i natten förhindrar dock Maria att träffa henne.

## Om filmen
Filmen premiärvisades den 14 oktober 1957 på biograferna Spegeln i Stockholm och Fontänen i Vällingby. Den spelades in i Filmstaden, Råsunda med exteriörer från Centralstationen med flera platser i Stockholm av Åke Dahlqvist. Som koreograf anlitades John Ivar Deckner. Filmen var ett av Sveriges två bidrag till Biennalen i Venedig 1958. 
Nattens ljus har visats vid ett flertal tillfällen i SVT, bland annat 1991, 1994, 1997, 2001, 2016, i augusti 2018 och i november 2019. 

## Roller i urval
- Marianne Bengtsson – Maria Pettersson
- Lars Ekborg – Peter
- Gunnar Björnstrand – Purman, assessor på ungdomsroteln
- Birger Malmsten – Mikael Sjöberg, skådespelare
- Gaby Stenberg – Ka, Mikaels fru
- Gösta Cederlund – Alfred Björk, skådespelare
- Erik Strandmark – snäll buse
- Georg Rydeberg – filmregissör
- Helge Hagerman – Andersson, radiopolis
- Sten Ardenstam – Lundström, radiopolis
- Frithiof Bjärne – radiopolis
- Renée Björling – fru Wilhelmsson, Marias moster
- Gösta Prüzelius – Pettersson, polis
- Torsten Lilliecrona – polis på gatan
- Gunnar Sjöberg – överkonstapel
- Hans Bendrik – polis
- Hanny Schedin – fru Nilsson

## Filmmusik i urval
- Conny's Blues, kompositör Jürgen Jacobsen
- I'm So Lonesome Tonight, kompositör Francis Chagrin
- Rock'n'Roll, kompositör Bengt Hallberg och Ove Lind
- Violins in Velvet, kompositör Leslie Baguley
- Nattens ljus, kompositör Lars-Erik Larsson, text Gardar